# Musa Simelane
Musa Simelane (ur. 2 lutego 1974) – suazyjski bokser.
Reprezentował Suazi na Letnich Igrzyskach Olimpijskich 2000, które odbyły się w Sydney. W pierwszej rundzie przegrał z Israelem Héctorem Perezem.